# Jeroen Mertens
Jeroen Mertens (Turnhout, 6 juni 1989) is een voormalig Belgisch voetballer die bij voorkeur als centrale middenvelder speelde.

## Carrière

### Lierse SK
Mertens speelde in de jeugd van Hoogstraten VV en Willem II vooraleer naar Lierse SK te verkassen. In het seizoen 2007-2008 kreeg hij er zijn kans in het eerste elftal. Vooral in de heenronde kreeg hij veel speelgelegenheid bij de club die toen in tweede klasse uitkwam. In het daaropvolgende seizoen kwam hij bij Lierse weinig aan spelen toe en begin 2009 werd hij verhuurd aan zusterclub KV Turnhout. Met deze club won hij de kampioenstitel in Derde Klasse B.

### Rupel Boom
In januari 2010 transfereerde Mertens naar FC Rupel-Boom waar hij mee de promotie naar tweede klasse kon bewerkstelligen. Na één seizoen degradeerde hij met Rupel Boom echter meteen terug naar derde klasse. In seizoen 2011-2012 maakte Mertens een doelpunt tegen Anderlecht in de 1/8 ste finale van de Beker van België. Rupel Boom won de wedstrijd met 1-2. Uiteindelijk strandde hij met zijn club in de kwartfinales. In 2018 behaalde hij de titel in tweede klasse amateurs met Rupel Boom en nam hij na 9 seizoenen tevens afscheid van de club. Hij tekende een contract bij Zwarte Leeuw dat in derde klasse amateurs uitkomt.

### Zwarte Leeuw
Vanaf het seizoen 2018-2019 speelt Mertens bij Zwarte Leeuw. In zijn tweede wedstrijd voor de club blesseerde hij zich echter aan de knie. Dit betekende zijn 4e zware knie-blessure in 5 jaar, waardoor hij besliste om te stoppen met voetballen.

## Statistieken competitie
| seizoen | club          | land   | competitie             | wed. | goals |
| ------- | ------------- | ------ | ---------------------- | ---- | ----- |
| 2007/08 | Lierse SK     | België | Tweede Klasse          | 16   | 0     |
| 2008/09 | Lierse SK     | België | Tweede Klasse          | 2    | 1     |
| 2008/09 | → KV Turnhout | België | Derde Klasse           | 12   | 0     |
| 2009/10 | Lierse SK     | België | Tweede Klasse          | 1    | 0     |
| 2009/10 | FC Rupel Boom | België | Derde Klasse           | 12   | 0     |
| 2010/11 | FC Rupel Boom | België | Tweede Klasse          | 23   | 1     |
| 2011/12 | FC Rupel Boom | België | Derde Klasse           | 39   | 9     |
| 2012/13 | FC Rupel Boom | België | Derde Klasse           | 33   | 7     |
| 2013/14 | FC Rupel Boom | België | Derde Klasse           | 29   | 5     |
| 2014/15 | FC Rupel Boom | België | Derde Klasse           | 11   | 9     |
| 2015/16 | FC Rupel Boom | België | Derde Klasse           | 2    | 1     |
| 2016/17 | FC Rupel Boom | België | Tweede klasse amateurs | 25   | 4     |
| 2017/18 | FC Rupel Boom | België | Tweede klasse amateurs | 25   | 9     |
| 2018/19 | Zwarte Leeuw  | België | Derde klasse amateurs  | 2    | 0     |
|         |               |        | Totaal                 | 232  | 46    |